# Podobizna řezače drahokamů Dionysia Miseroniho a jeho rodiny
Obraz Karla Škréty Podobizna řezače drahokamů Dionysia Miseroniho a jeho rodiny je raně barokní rodinná podobizna, která je zcela mimořádná ve středoevropském kontextu. Škréta obraz namaloval mezi roky 1653 až 1655. Není známo, zda se jednalo o Miseroniho objednávku nebo o Škrétův dar příteli. Vedle italského poučení olejomalba vykazuje vliv portrétní malby Bartholomea Sprangera, jak ji známe především z jeho epitafů. Rozměrný obraz je součástí obrazové sbírky Národní galerie v Praze, která ho vystavuje ve Schwarzenberském paláci od roku 2019 v rámci expozice „Staří mistři”, předtím (2013–2019) jako součást expozice „Baroko v Čechách”.

## Popis obrazu
Podobizna řezače drahokamů Dionysia Miseroniho a jeho rodiny je typem skupinového portrétu, který má blíže k nizozemské než k italské podobě tohoto typu obrazů. Dionysio Miseroni (1605/07-1661), řezač drahokamů, šacmistr a správce hradních sbírek, je na něm zachycen na čestném místě v kruhu rodiny, která je shromážděna kolem stolu s rozloženými šperky. Diagonální kompozice obrazu začíná v jeho levém dolním rohu. Postupně směřuje vzhůru, nejdříve k jednotlivým postavám propojeným vzájemnými pohledy, aby pokračovala v pravé horní polovině obrazu, kde má divák možnost nahlédnout do prostoru mistrovy dílny. Tu lze spatřit za zdviženým červeným závěsem. Obraz akcentuje Miseroniho povolání, a to jak v části skupinového portrétu, tak i v navazujícím pohledu do brusičské dílny.

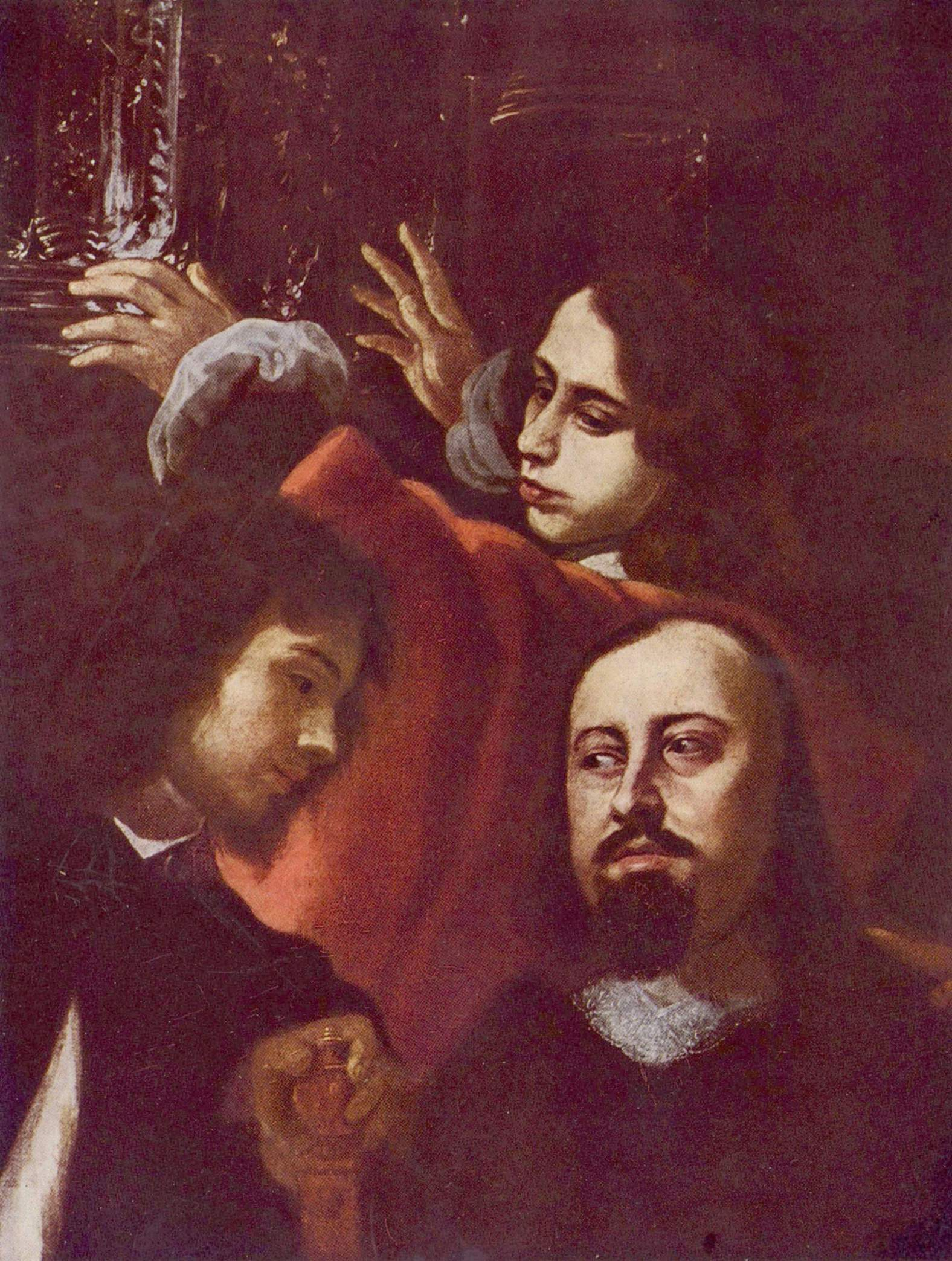
„Dionysio Miseroni se svými syny” (Detail levé části Škrétova obrazu „Podobizna řezače drahokamů Dionysia Miseroniho a jeho rodiny”)

Sedící postava Dionysia Miseroniho je umístěna nalevo od středu obrazu, jak v levé ruce drží křišťálový pohár. Jeho doprava pootočená hlava sleduje k němu se naklánějící postavu jeho nejstaršího syna Johanna Octavia (asi 1630-1690), zatímco druhý syn Ferdinand Eusebius (1639-1684) na obraze stojí za otcem a vztahuje ruce k velké nádobě z horského křišťálu vystavené na skříni spolu s několika dalšími řezanými nádobami. Křišťálová nádoba je spodní částí 1,5 m vysoké vázy zvané Pyramida (dnes Uměleckohistorické muzeum, Vídeň). V roce 1653 udělil císař Ferdinand III. Miseronimu za toto umělecké dílo zlatý řetěz. Ten má umělec na obraze již na krku.
V prostřední části obrazu je zobrazena druhá Miseroniho manželka Marie Ludmila, rozená Majorová z Grosenavi (1621-1667) spolu se svou dcerou Marií Laurou (1648-1667). Dcera si hraje se šperky na stole, zatímco matka se snaží přenést její pozornost na otce. Z přední strany stolu stojí mladší dcera Krista Jana Renata kladoucí svou hlavu do otcovy dlaně. Teprve v roce 2001 rentgenové snímky obrazu ukázaly, že postava dcery Kristy byla domalována až později.

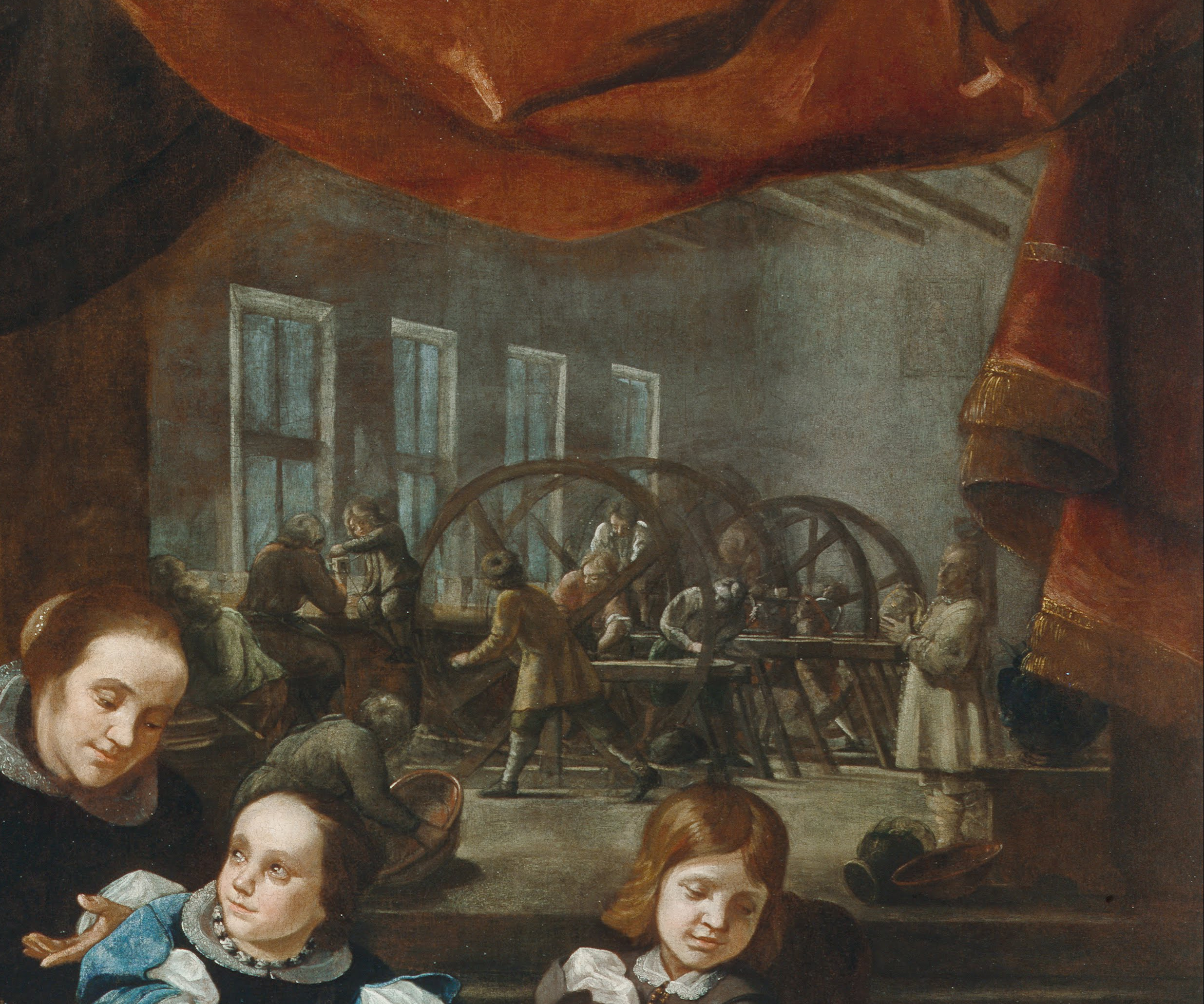
Miseroniho dílna (Detail pravé horní části Škrétova obrazu „Podobizna řezače drahokamů Dionysia Miseroniho a jeho rodiny”)

V pravé portrétní části obrazu jsou vyobrazeni mladší synové, Václav Eusebius (1644-1661), jak sedí na židli, a Ignác František (1647-1717), který mu podává krystal záhnědy. Obě chlapecké postavy překvapí disproporcí velkých hlav vzhledem k jejich malým tělům. Jedno z možných vysvětlení je dodatečné zmenšení dolní části obrazu, což mohlo vést ke změně proporcí jejich postav. Uvádí se i spekulace, že chlapci měli tělesnou vadu, čemuž odporuje jejich pozdější život.
Díky odhrnuté červené draperii se v pravé části obrazu divákovi otevírá diagonální pohled do Miseroniho brusičské dílny, která je několika stupni oddělena od rodinné části. Jedná se o prostor v bývalém šacmistrovském domě, kde si Miseroni zařídil svou dílnu. Provozu dílny dominují velká kola pohánějící brusky a početná skupina tovaryšů a učňů s dozorujícím mistrem. V obraze je tak kladen důraz nejen na vzájemné rodinné vztahy, ale i na významné společenské postavení zadavatele obrazu pramenící z pevných rodinných vztahů i z Miseroniho uměleckých schopností jako řezače drahokamů. Ze závěti Jana Octavia Miseroniho je zřejmé, že Škréta namaloval ještě další, dnes nedochovaný portrét Dionysia Miseroniho, který zřejmě předcházel jeho rodinné Podobizně.

## Datace obrazu

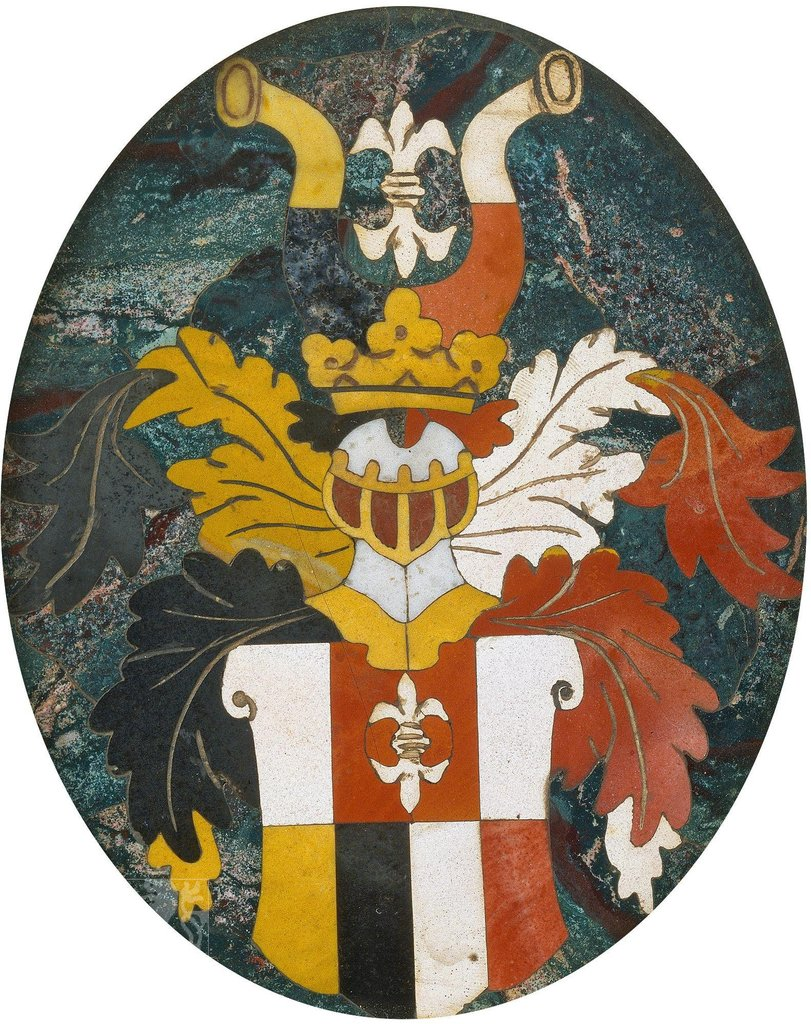
„Erb Šotnovských ze Závořiv” (Florentská mozaika zhotovená v dílně Dionysia Miseroniho po roce 1650, NG, Praha)

Obraz Podobizna řezače drahokamů Dionysia Miseroniho a jeho rodiny není datován ani signován. Vznik obrazu je možné dát do souvislosti s povýšením Miseroniů do českého rytířského stavu, s polepšením jejich erbu a udělením predikátu „de Lissone” Událost se vztahuje k 10. březnu 1653. Toto vymezení data vzniku obrazu podporuje i skutečnost, že mezi nádobami na skříni se nacházejí části křišťálové Pyramidy, které byly dokončeny v roce 1653. Vzhledem k tomu, že obraz vznikl v době několikaletého přátelství mezi Karlem Škrétou a Dionysiem Miseronim, je možné, že dílo mohlo být i darem příteli. Nelze vyloučit ani výměnný obchod, neboť Miseroni na oplátku zhotovil pro Škrétu drobnější florentskou mozaiku (commesso in pietre dure) malířova rodového znaku (dnes ve Schwarzenberském paláci, Národní galerie, Praha).

## Osudy obrazu
Obraz je uveden v pozůstalosti Dionysiova syna Ferdinanda Eusebia (1681). O více než padesát let později je zmíněn v pozůstalosti Dionysiova vnuka Jana Pavla Miseroniho (1747). V roce 1796 Ignác Veselý, hospodářský rada, zapůjčil dílo Obrazárně Společnosti vlasteneckých přátel umění. V Obrazárně Společnosti byl obraz opakovaně vystavován, ale v roce 1854 bylo dílo vráceno dceři majitele Josefině Čermákové, rozené Veselé. V roce 1886 obraz zakoupila Společnost vlasteneckých přátel umění a instalovala ho v Rudolfinu. Po 2. světové válce obraz přešel do majetku Národní galerie v Praze. V současnosti je vystaven ve Schwarzenberském paláci jako součást stálé expozice Národní galerie v Praze.

## Umělecký ohlas obrazu

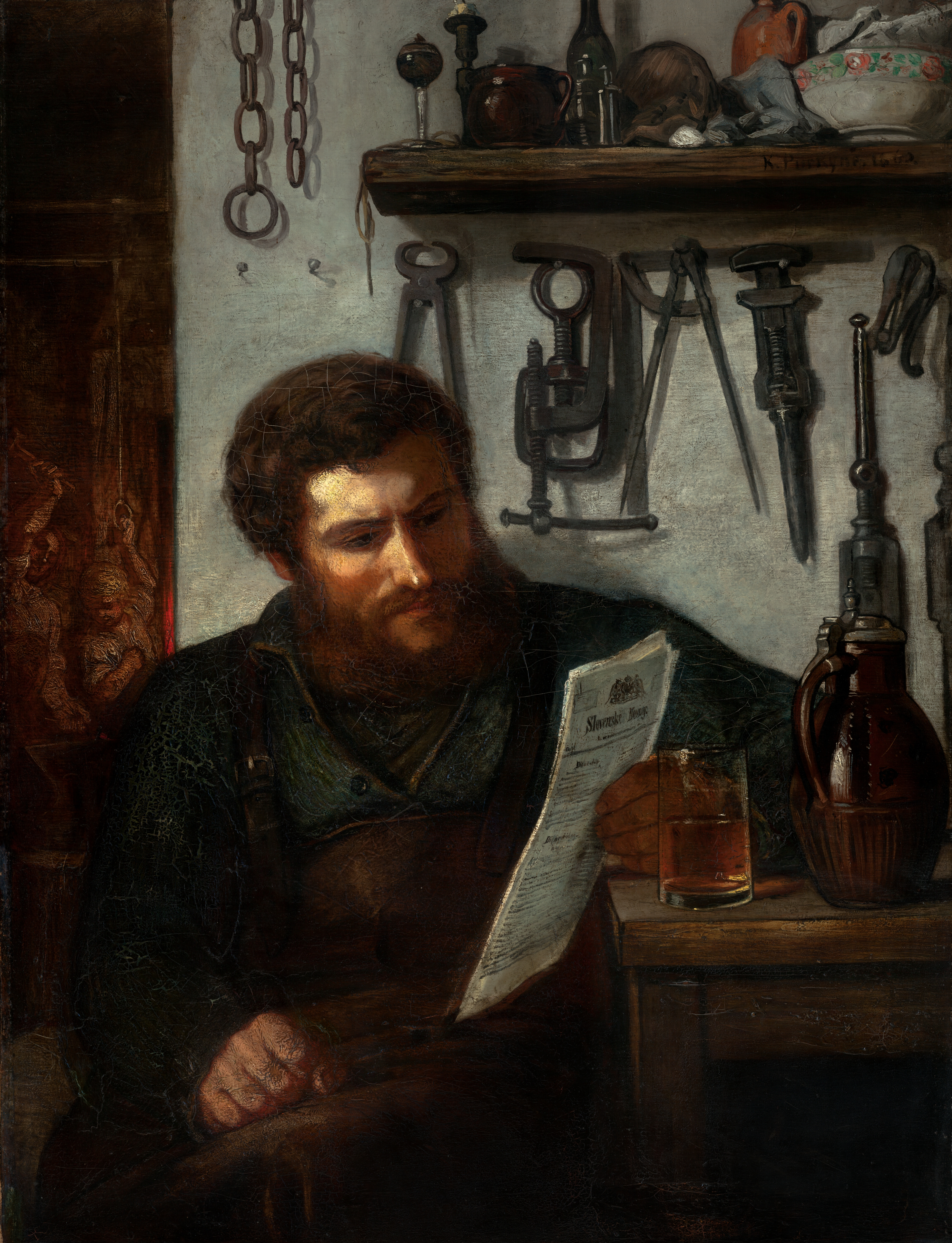
„Podobizna kováře Jecha” Karel Purkyně (1860, NG, Praha)

Karel Škréta je považován za zakladatele české barokní malby. Jeho dílo se stalo inspirací nejen pro malíře 18. století, ale čerpali z něho i portrétní umělci století následujícího, především pak František Tkadlík, Karel Purkyně a Josef Mánes. Portrétní kompozice obrazu silně zapůsobila především na Karla Purkyněho, jehož obraz Kovář Jech z roku 1861 navazuje na rodinnou podobiznu Dionysia Miseroniho.

## Výstavy Škrétova obrazu
Obraz byl vystaven na Škrétově výstavě v roce 1936, dále v rámci světového kulturního výročí UNESCO (300. výročí umělcovy smrti) v Jízdárně Pražského hradu (říjen - listopad 1974) a naposledy tamtéž u příležitosti 400. výročí malířova narození (26. listopad 2010 - 10. duben 2011).